# Solec Kujawski
Solec Kujawski  [ˈsɔlɛts kuˈjafsci] (deutsch Schulitz) ist eine Stadt an der Weichsel im Powiat Bydgoski (Bromberger Kreis) der polnischen Woiwodschaft Kujawien-Pommern. Sie ist Sitz der gleichnamigen Stadt-und-Land-Gemeinde mit etwa 16.700 Einwohnern.

## Geographische Lage
Die Stadt liegt 20 Kilometer südöstlich der Stadt Bydgoszcz (Bromberg) und 35 Kilometer nordwestlich der Stadt Toruń (Thorn).

## Geschichte

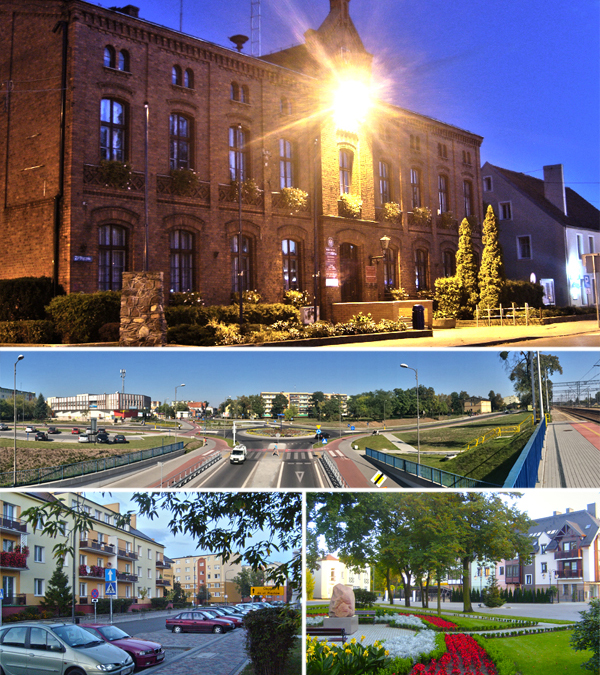

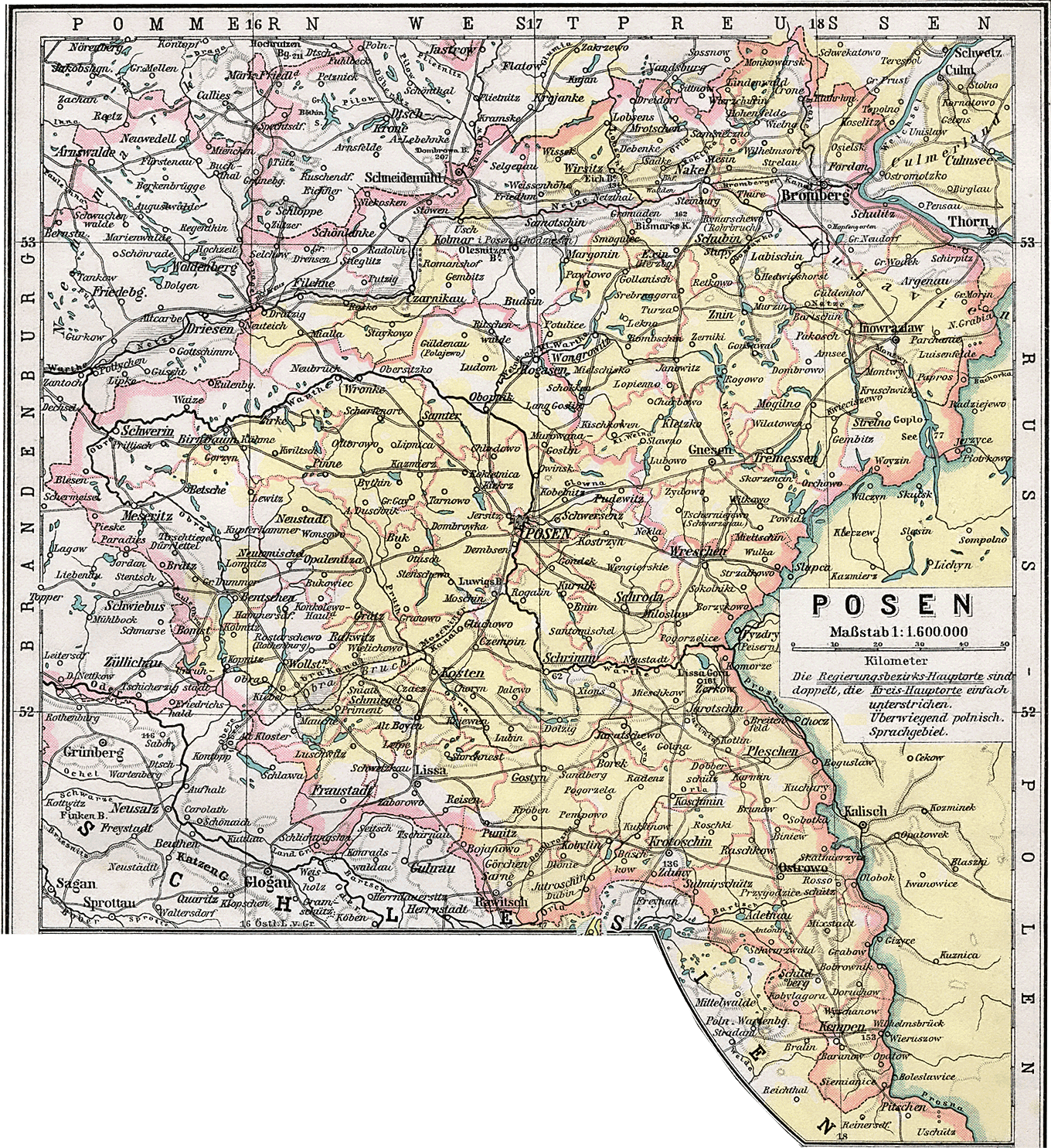
Schulitz an der Weichsel, südöstlich der Stadt Bromberg und nordwestlich der Stadt Thorn, auf einer Landkarte der Provinz Posen von 1905 (gelb markierte Flächen kennzeichnen Gebiete mit seinerzeit mehrheitlich polnischsprachiger Bevölkerung).

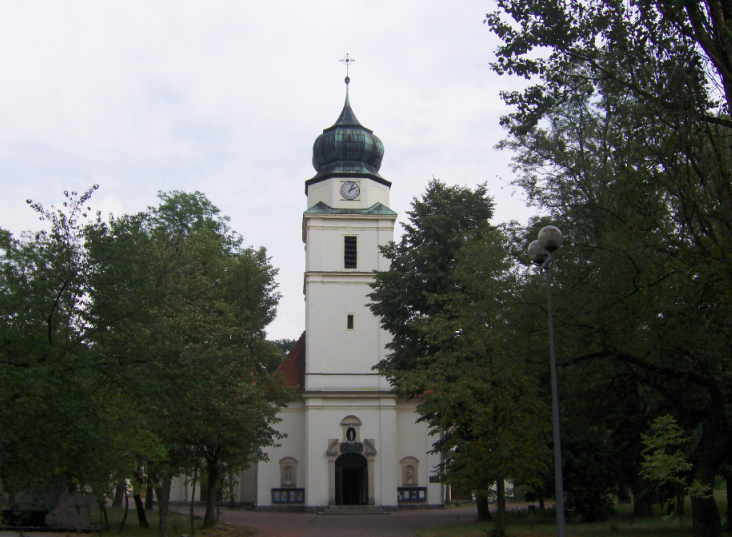
Römisch-katholische Kirche St. Stanislaus (erbaut 1910–1912, 1929–1931)

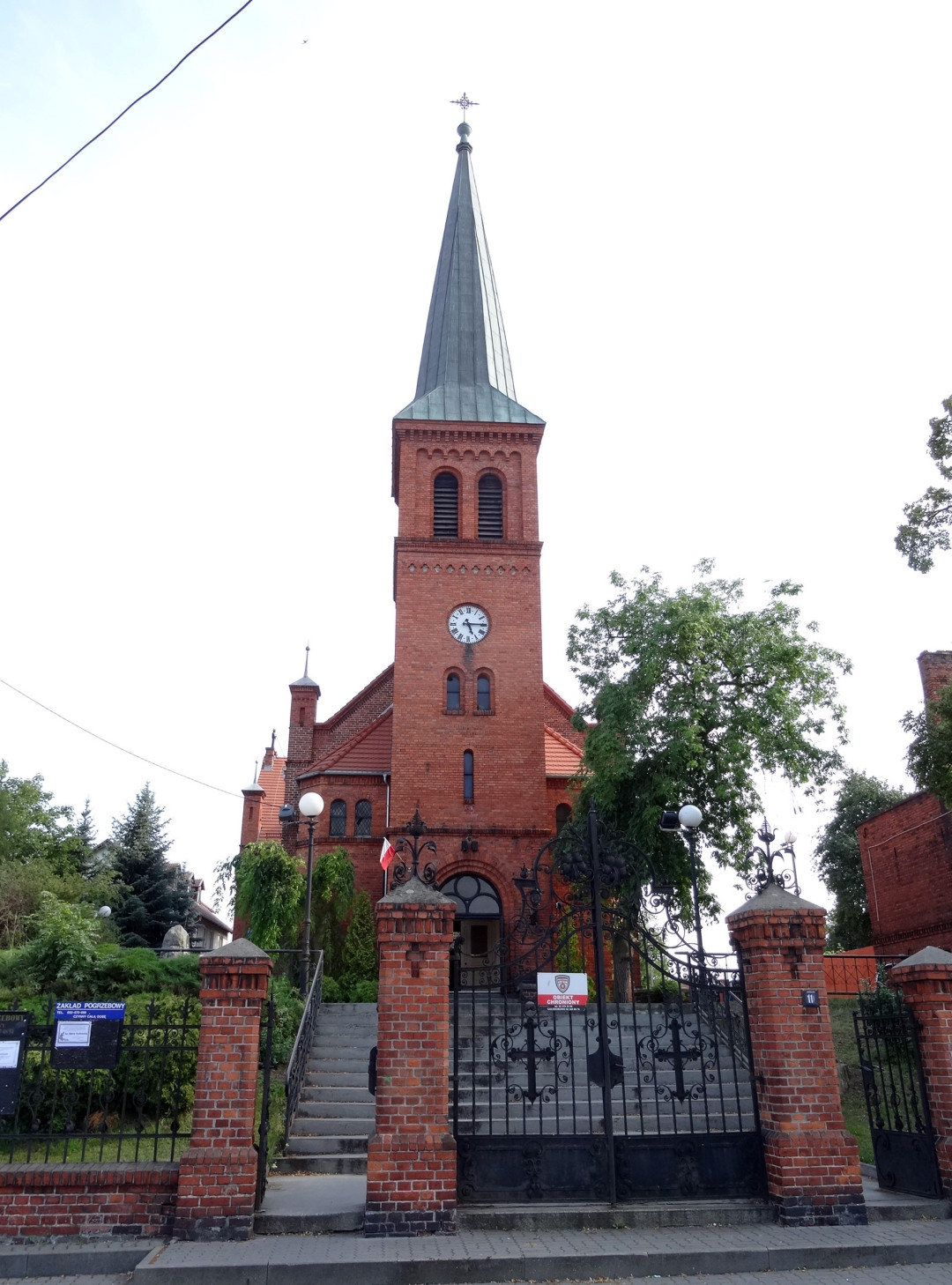
Ehemalige evangelische Kirche (erbaut 1845–1846, 1894)

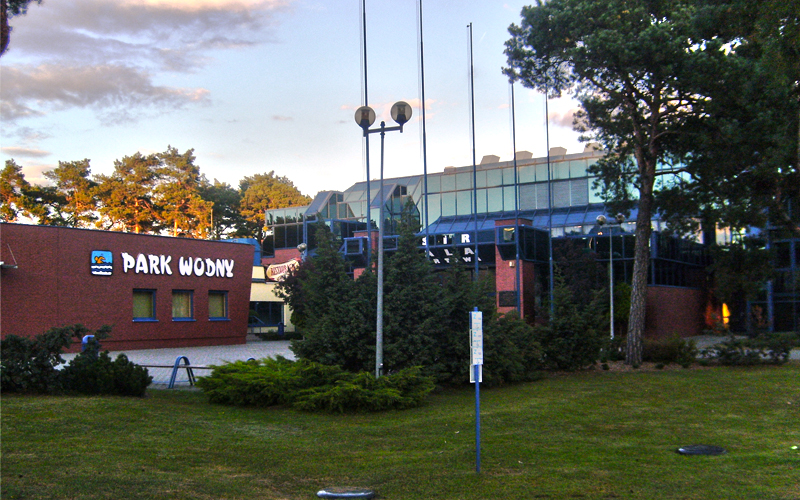
Aquapark

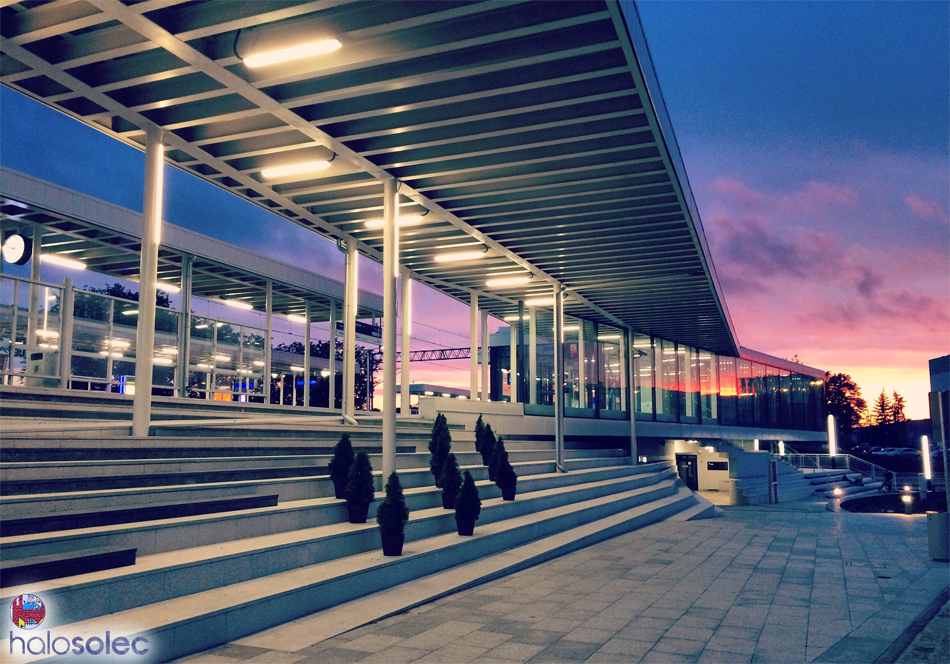
Bahnhof

Schulitz wird 1244 erstmals urkundlich als Solecz erwähnt. 1402 erfolgt erstmals eine urkundliche Erwähnung unter dem Namen Schulitz. In einer Urkunde von 1325 wird der Ort bereits als Stadt bezeichnet, die Verleihung der Stadtrechte muss daher früher erfolgt sein. 1332 wurde die Stadt durch Deutschordensritter erobert und dabei stark zerstört. Kasimir III. ließ in der Folge nach dem Frieden von Kalisch die Befestigungsanlagen deutlich verstärken. Die Stadt war ein unbedeutender Handelsort. 1772 im Rahmen der ersten Teilung Polen-Litauens kam der Ort zu Preußen.
Die Stadt war durch Brände stark in Mitleidenschaft gezogen worden. Um 1785 bestand sie ohne die vielen Brandruinen aus 38 Häusern, in denen 176 Menschen lebten; rund 25 Prozent der Bewohner waren evangelische Deutsche, die erst nach 1773 zugewandert waren. 1788 hatte der Ort 316 Einwohner, 36 Häuser und eine katholische Kirche. 1837 wurden 53 Häuser und 509 Einwohner gezählt. Sie gehörte in Preußen von 1772 bis 1807 zur Provinz Westpreußen, von 1807 bis 1815 zum Herzogtum Warschau und danach zum Regierungsbezirk Bromberg in der Provinz Posen. Am Anfang des 20. Jahrhunderts hatte Schulitz eine evangelische Kirche, eine katholische Kirche und eine Synagoge. Von 1910 bis 1912 erfolgte der Bau der römisch-katholischen Kirche St. Stanislaus in Backstein-Bauweise.
Schulitz gehörte bis 1919 zum Landkreis Bromberg im Regierungsbezirk Bromberg der preußischen Provinz Posen
im Deutschen Reich.
Nach dem Ersten Weltkrieg musste die Stadt aufgrund der Bestimmungen des Versailler Vertrags 1920 zum Zweck der Einrichtung des Polnischen Korridors an Polen abgetreten werden. Ein Teil der deutschen Minderheit musste ins verbliebene Reichsgebiet umsiedeln, die verbliebenen Deutschen waren in der Folgezeit Repressalien ausgesetzt. Am 2. Dezember 1924 erfolgte die Umbenennung von Solec in den heutigen Namen Solec Kujawski.
Nach dem Überfall auf Polen 1939 wurde der Raum Bromberg vom Deutschen Reich völkerrechtswidrig annektiert. Die Stadt Schulitz wurde dem Landkreis Bromberg im neu eingerichteten Reichsgau Danzig-Westpreußen zugeordnet.
Gegen Ende des Zweiten Weltkriegs wurde Schulitz am 23. Januar 1945 von der Roten Armee besetzt und wieder Teil Polens.
Die Stadt führt den Heiligen Stanislaus in ihrem Wappen.

### Demographie
| Jahr                       | Einwohner | Anmerkungen |
| -------------------------- | --------- | --- |
| 1788                       | 0316      | in 36 Häusern |
| 1795                       | 0450      | [ 1 ] |
| 1802                       | 0729      | Stadt |
| 1816                       | 0380      | darunter 166 Evangelische, 192 Katholiken und 22 Juden |
| 1821                       | 0416      | in 52 Privatwohnhäusern |
| 1837                       | 0509      | [ 1 ] |
| 1861                       | 0711      | [ 1 ] |
| 1890                       | 2200      | [ 7 ] |
| 1905                       | 4326      | meist Evangelische |
| 1910                       | 4512      | am 1. Dezember, darunter 4275 mit deutscher Muttersprache (3975 Evangelische, 246 Katholiken und 54 Juden) und 228 Einwohner mit polnischer Muttersprache (sämtlich Katholiken) |
| nach dem Zweiten Weltkrieg |           | |
| 2014                       | 15.627    | |

## Rundfunksender
Seit dem 4. September 1999 betreibt der polnische Rundfunk in der Nähe von Solec Kujawski seinen zentralen Langwellensender für die Frequenz 225 kHz. Diese Anlage ist der Ersatz für die frühere Anlage in Konstantynów, deren Mast bis zum Einsturz das höchste Bauwerk der Welt war. Als Sendeantenne kommt eine Richtstrahlantenne bestehend aus einem 330 Meter und einem 289 Meter hohen, geerdeten Sendemast, die sich in einem gegenseitigen Abstand von 330 Metern befinden, zum Einsatz.

## Wirtschaft
Die Stadt ist Sitz der Solbet-Gruppe, des Marktführers für Porenbeton in Polen.

## Gemeinde
Zur Stadt-und-Land-Gemeinde (gmina miejsko-wiejska) Solec Kujawski gehören die Stadt und vier Dörfer mit Schulzenämtern.

## Persönlichkeiten
- Zygmunt Gorgolewski (1845–1903), polnischer Architekt (Gestalter des Lemberger Opernhauses)
- Walter Rudolf (1931–2020), deutscher Jurist, Staatssekretär a. D., ehemaliger Landesbeauftragter für den Datenschutz Rheinland-Pfalz, Ehrenbürger seit 16. September 2005.